# Ярослав I
Ярослав I Мъдри е княз на Новгород (1010 – 1019) и велик княз на Киевска Рус (1019 – 1054).
Той е син на Владимир I Велики и по-малък брат на Святополк I. Трима от синовете му (Изяслав I, Светослав II и Всеволод I) също заемат последователно трона в Киев. Смята се, че по време на продължителното му управление Киевска Рус достига върха на своето военно могъщество и културен разцвет. Считан е за основател на Ярославъл.

## Ранни години
Сведенията за ранните години на Ярослав са ограничени. Той е един от многобройните синове на великия княз Владимир I, вероятно втори от Рогнеда, една от няколкото му съпруги. В скандинавските саги Ярослав е известен като Ярислейф Куци. Изследванията на останките му потвърждават, че той наистина е куц, вследствие на раняване със стрела.
Още съвсем млад Ярослав е изпратен от баща си за управител на Ростов, а през 1010 г. е преместен в Новгород. През този период той основава наречения на негово име град Ярославъл на река Волга. Отношенията между Ярослав и баща му са напрегнати и се влошават още повече, когато става известно, че Владимир възнамерява да остави за свой наследник сина си Борис. През 1014 г. Ярослав отказва да плаща данъци на Киев и Владимир се подготвя за война с него, но умира в началото на похода през 1015 г.
През следващите четири години Ярослав води тежка и кръвопролитна война срещу своя полубрат Святополк I, който управлява в Киев и е поддържан от своя тъст, полския крал Болеслав I. В хода на междуособиците трима от братята им, Борис, Глеб и Светослав, са брутално убити. Начална руска летопис, чийто автор е подчертано благоразположен към Ярослав, приписва убийствата на Святополк, но други сведения подсказват, че Борис може би е убит по нареждане на Ярослав.
Първоначално успехът е на страната на Ярослав и след битката при Любеч през 1016 г. Святополк бяга в Полша. През 1018 г. той се завръща с армия, водена лично от крал Болеслав I, нанася тежко поражение на Ярослав и си връща Киев. Ярослав възнамерява да бяга в Скандинавия, но, подтикван от гражданите на Новгород, събира армия от местни жители и многобройни варяжки наемници и през 1019 г. отново превзема Киев. На брега на река Алта нанася окончателно поражение на Святополк, който умира по-късно на път към Полша.

## Управление
След установяването на властта си Ярослав дава на град Новгород, който го поддържа през цялата гражданска война, многочислени свободи и привилегии, с което се поставят основите на Новгородската република. Смята се, че по това време той издава и „Руска правда“, първият правен кодекс в Киевска Рус.
Завземането на Киев от Ярослав не слага край на междуособиците между наследниците на Владимир Велики. Ярослав изпраща в затвора до края на живота му брат си Судислав, а военните действия срещу друг негов брат, Мстислав Тмутаракански, продължават с години. През 1024 г. княз Мстислав нанася поражение на Ярослав, който е принуден да му отстъпи всички територии на изток от Днепър със столица Чернигов, които Мстислав запазва като Черниговско княжество до смъртта си през 1036 г.
Във външната си политика Ярослав разчита на съюза с Швеция и се опитва да отслаби византийското влияние в Киев. През 1030 г. той си връща от Полша Червена Рутения. Това териториално разширение е признато през 1043 г., когато двете страни сключват договор, скрепен с двоен династичен брак – крал Кажимеж се жени за сестрата на Ярослав Добронега (Мария), а сестра му Гертруда – за сина на Ярослав Изяслав. При друг успешен поход през същата година той превзема естонската крепост Тарбату и основава на нейно място град Юриев (днес Тарту) наречен на негово име (християнското име на Ярослав е Георги, в руски вариант Юрий).
За да защити южната си граница от печенегите, Ярослав изгражда укрепления около градовете Херсон, Канев и Переяслав. В чест на решителното поражение, което им нанася, той построява катедралата Света София в Киев през 1037 г.
През 1043 г. Ярослав организира поход към Константинопол, воден от първородния му син Владимир. Макар че не постига военен успех, той успява да сключи благоприятен договор с Византия и да ожени сина си Всеволод I за дъщеря на императора. В опитите си да откъсне Киевска Рус от византийското влияние, през 1051 г. Ярослав назначава за митрополит на Киев Иларион, първият невизантиец, заемащ епископска длъжност в държавата.

## Семейство
През 1019 г. Ярослав се жени за Ингегерд Олофсдотер, дъщеря на шведския крал Олаф Шьотконунг, като ѝ дава като зестра Ладога. Има съществени данни, че той е бил женен и преди това за жена на име Ана, чийто произход е спорен.
Ярослав има поне 5 дъщери, 3 от които женени за чуждестранни принцове:
- Елисавета – за Харалд, бъдещ крал на Норвегия, който пребивава в двора в Киев
- Анастасия – за Андраш, бъдещ крал на Унгария
- Анна – за Анри I, крал на Франция

Възможно е негова дъщеря да е и Агата, съпруга на наследника на английския трон Едуард Изгнаника и майка на Едгар Етелинг и Света Маргарет Шотландска.
Ярослав има 1 син от първия си брак (Иля) и 6 от втория. Най-възрастният от тях – Владимир, умира преди баща си. Трима други (Изяслав I, Светослав II и Всеволод I) заемат последователно трона в Киев. Двамата най-млади – Игор и Вячеслав, управляват като князе съответно на Волиния и Смоленск.